# Fretigney-et-Velloreille
Fretigney-et-Velloreille és un municipi francès situat al departament de l'Alt Saona i a la regió de Borgonya - Franc Comtat. L'any 2007 tenia 660 habitants.

## Demografia

### Població
El 2007 la població de fet de Fretigney-et-Velloreille era de 660 persones. Hi havia 270 famílies, de les quals 78 eren unipersonals (37 homes vivint sols i 41 dones vivint soles), 86 parelles sense fills, 86 parelles amb fills i 20 famílies monoparentals amb fills.
La població ha evolucionat segons el següent gràfic:
Habitants censats

### Habitatges
El 2007 hi havia 312 habitatges, 274 eren l'habitatge principal de la família, 20 eren segones residències i 18 estaven desocupats. 240 eren cases i 71 eren apartaments. Dels 274 habitatges principals, 174 estaven ocupats pels seus propietaris, 87 estaven llogats i ocupats pels llogaters i 13 estaven cedits a títol gratuït; 7 tenien dues cambres, 36 en tenien tres, 85 en tenien quatre i 146 en tenien cinc o més. 238 habitatges disposaven pel capbaix d'una plaça de pàrquing. A 134 habitatges hi havia un automòbil i a 107 n'hi havia dos o més.

### Piràmide de població
La piràmide de població per edats i sexe el 2009 era:
| Homes | Edats   | Dones |
| ----- | ------- | ----- |
| 0     | 95 o +  | 0     |
| 4     | 90 a 94 | 4     |
| 0     | 85 a 89 | 0     |
| 0     | 80 a 84 | 8     |
| 8     | 75 a 79 | 20    |
| 8     | 70 a 74 | 12    |
| 16    | 65 a 69 | 24    |
| 8     | 60 a 64 | 8     |
| 20    | 55 a 59 | 20    |
| 20    | 50 a 54 | 32    |
| 16    | 45 a 49 | 16    |
| 24    | 40 a 44 | 24    |
| 36    | 35 a 39 | 24    |
| 24    | 30 a 34 | 32    |
| 8     | 25 a 29 | 16    |
| 8     | 20 a 24 | 8     |
| 20    | 15 a 19 | 24    |
| 56    | 10 a 14 | 16    |
| 4     | 5 a 9   | 24    |
| 20    | 0 a 4   | 20    |

## Economia
El 2007 la població en edat de treballar era de 413 persones, 297 eren actives i 116 eren inactives. De les 297 persones actives 259 estaven ocupades (152 homes i 107 dones) i 36 estaven aturades (14 homes i 22 dones). De les 116 persones inactives 36 estaven jubilades, 32 estaven estudiant i 48 estaven classificades com a «altres inactius».

### Ingressos
El 2009 a Fretigney-et-Velloreille hi havia 286 unitats fiscals que integraven 692,5 persones, la mediana anual d'ingressos fiscals per persona era de 15.350 €.

### Activitats econòmiques
Dels 33 establiments que hi havia el 2007, 1 era d'una empresa alimentària, 2 d'empreses de fabricació d'altres productes industrials, 6 d'empreses de construcció, 7 d'empreses de comerç i reparació d'automòbils, 5 d'empreses de transport, 1 d'una empresa d'hostatgeria i restauració, 3 d'empreses financeres, 1 d'una empresa immobiliària, 2 d'empreses de serveis, 4 d'entitats de l'administració pública i 1 d'una empresa classificada com a «altres activitats de serveis».
Dels 10 establiments de servei als particulars que hi havia el 2009, 1 era una oficina bancària, 1 taller de reparació d'automòbils i de material agrícola, 1 paleta, 3 fusteries, 1 lampisteria, 2 electricistes i 1 perruqueria.
Dels 4 establiments comercials que hi havia el 2009, 1 era una botiga de més de 120 m², 1 una botiga de menys de 120 m², 1 una fleca i 1 una botiga de mobles.
L'any 2000 a Fretigney-et-Velloreille hi havia 8 explotacions agrícoles que ocupaven un total de 370 hectàrees.

## Equipaments sanitaris i escolars
L'únic equipament sanitari que hi havia el 2009 era una farmàcia.
El 2009 hi havia 1 escola maternal integrada dins d'un grup escolar amb les comunes properes formant una escola dispersa i 1 escola elemental.

## Poblacions més properes
El següent diagrama mostra les poblacions més properes.